# Gmina Cepo
Gmina Cepo (alb. Komuna Cepo) – gmina miejska położona w południowej części Albanii. Administracyjnie należy do okręgu Gjirokastra w obwodzie Gjirokastra. W 2011 roku populacja gminy wynosiła 1727 osoby w tym 830 kobiet oraz 897 mężczyzn, z czego Albańczycy stanowili 63,93%, a Grecy 1,56% mieszkańców. 
W skład gminy wchodzi jedenaście miejscowości: Fushëbardhë, Zhulat, Taroninë, Mashkullore, Palokastër, Çëpun, Kodër, Plesat, Kardhiq, Prongji, Humelicë.